# Ла-Шапель-дю-Бар
Ла-Шапель-дю-Бар (фр. La Chapelle-du-Bard) — коммуна во Франции, находится в регионе Рона — Альпы. Департамент коммуны — Изер. Входит в состав кантона От-Грезиводан. Округ коммуны — Гренобль.
Код INSEE коммуны — 38078. Население коммуны на 2012 год составляло 526 человек. Населённый пункт находится на высоте от 358 до 2 526 метров над уровнем моря. Муниципалитет расположен на расстоянии около 480 км юго-восточнее Парижа, 105 км восточнее Лиона, 39 км северо-восточнее Гренобля. Мэр коммуны — Michel Bellin-Croyat, мандат действует на протяжении 2014—2020 гг.
Динамика населения (INSEE):